# منعنع

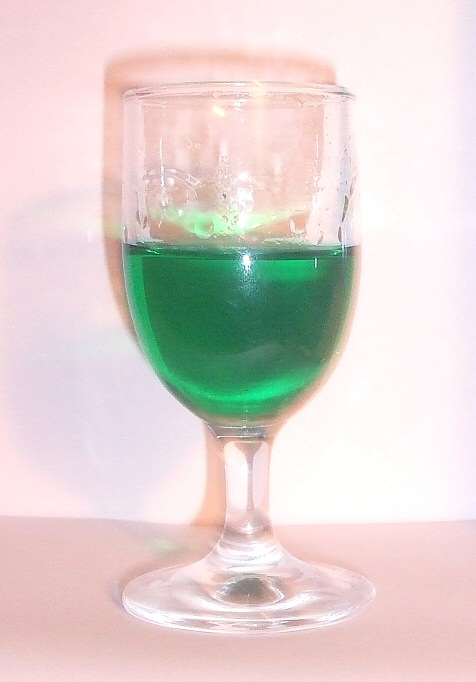
كوب صغير من المُنَعنَع

المُنَعنَع مشروب كحولي حلو بمذاق النعناع. وهي موجودة في الأسواق بلا لون أو بلون أخضر (ملونة بأوراق النعناع أو بإضافة صباغ إذا كانت مصنوعة من المستخلص بدلاً من الأوراق).  كلا الصنفين لهما مذاق متشابه ويمكن وضع أي منهما في الوصفات باستثناء الأماكن التي يكون فيها اللون مهمًا. عادة ما يُصنع من النعناع القرشقي أو النعناع الفلفلي الذي ينقع في كحول الحبوب لعدة أسابيع قبل أن يُصفى ويُحلى لإنتاج المنتج النهائي. عادة ما يحتوي على 25٪ كحول من حيث الحجم.